# Giełczew-Kolonia
Giełczew-Kolonia – wieś w Polsce, w województwie lubelskim, w powiecie lubelskim, w gminie Wysokie.

## Części wsi
| SIMC    | Nazwa     | Rodzaj    |
| ------- | --------- | --------- |
| 0905468 | Kolenisty | część wsi |
| 0905474 | Resztówka | część wsi |